# День захисту дітей (Україна)
«День захисту дітей» — свято, покликане привернути увагу громадськості до проблем дітей, відзначається в Україні щорічно 20 листопада (з 2025 року). До 2025 року святкувалось 1-го червня. «День захисту дітей» є робочим днем, якщо, в залежності від року, не потрапляє на вихідний день.

## Історія
«День захисту дітей» з'явився 1998 року, після того, як 30 травня «на підтримку ініціативи Міністерства України у справах сім'ї та молоді, Всеукраїнського комітету захисту дітей, Національного фонду соціального захисту матерів і дітей "Україна - дітям" та інших громадських організацій », в Києві, президент України Леонід Кучма видав Указ № 568/98 «Про день захисту дітей», яким постановив відзначати його в Україні щорічно 1 червня.
Дата для проведення цього свята була обрана главою держави не випадково. 27 вересня 1991 року в країні набрала сили конвенція про права дитини — міжнародний правовий документ, що визначає права дітей на освіту, користування досягненнями культури, правом на відпочинок і дозвілля та надання інших послуг дітям державами-членами Організації Об'єднаних Націй. Тому «День захисту дітей» був пристосований керівництвом до Дитячого дня, який також відзначається 1 червня. 
30 травня 2025 року Президент України Володимир Зеленський видав Указ про відзначання щорічно Дня захисту дітей у Всесвітній день дитини — 20 листопада. Тим самим, відмінив його святкування 1 червня.